# مقاطعة آدامز (كولورادو)
مقاطعة آدامز (بالإنجليزية: Adams County)‏ هي إحدى مقاطعات ولاية كولورادو في الولايات المتحدة الأمريكية.